# Cristea Mateescu
Cristea Mateescu (n. 23 august 1894, Caracal – d. 14 iunie 1979, București) a fost un inginer și profesor universitar român, membru titular al Academiei Române (din 1974).

## Distincții
- Ordinul Muncii clasa a III-a (31 mai 1957) „pentru merite deosebite în muncă, cu ocazia celui de al II-lea Congres al Asociației Științifice a Inginerilor și Tehnicienilor din Republica Populară Romînă”[2]
- Ordinul „Meritul Științific” clasa I (26 septembrie 1966) „pentru merite deosebite în activitatea științifică, cu prilejul Centenarului Academiei Republicii Socialiste România”[3]